# Victoria De Angelis
Victoria De Angelis (Roma, 28 d'abril del 2000) és una baixista i compositora italo-danesa. Va fundar el grup de rock italià Måneskin el 2015 amb el guitarrista Thomas Raggi, amb qui va guanyar el Festival de Música de Sanremo 2021 i posteriorment el Festival d'Eurovisió 2021 amb la cançó "Zitti e buoni".

## Primers anys
De Angelis va néixer a Roma, Itàlia, de mare danesa i pare italià. La seua mare va morir de càncer quan ella tenia 15 anys. Des de petita, segons ella, la música rock encarnava el seu desig de llibertat. Aficionada i apassionada per la música des de la seua infantesa, va començar a tocar la guitarra als 8 anys i va començar a tocar el baix a seté grau.
En una entrevista per a Elle, va revelar haver patit atacs de pànic als 14 anys que la van fer perdre un any d'escola. Va assistir a l'escola secundària Scuola Media Gianicolo on va conéixer a Thomas Raggi, guitarrista amb qui eventualment formaria la banda. Més tard va completar els seus estudis al Liceo Classico Virgilio. Ha citat Nick O'Malley i Kim Gordon com les seues influències.

## Carrera
De Angelis i Thomas Raggi es van conèixer per primera vegada durant els seus dies de secundària i més tard se'ls va unir Damiano David, Ethan Torchio de la propera ciutat Frosinone es va unir a ells quan van demanar un bateria a Facebook per completar el alineació.
Tot i que De Angelis i Raggi van crear la banda el 2015, no va ser fins al 2016 que es va fer oficial ja que els membres van haver de triar un nom per poder registrar-se a Pulse, un concurs de música local per a bandes emergents. Mentre feien una pluja d'idees, els seus companys de banda van demanar a De Angelis que diguera algunes paraules daneses, i es van posar d'acord en Måneskin (Llum de Lluna), tot i que el seu significat no està relacionat amb la banda en si. Posteriorment van actuar com a músics ambulants als carrers del barri de Colli Portuensi a Roma, i el 2017 van guanyar protagonisme quan van quedar segons a l'onzena edició del programa de talent italià X Factor. La banda va tenir un gran debut amb l'àlbum d'estudi "Il ballo della vita" i una gira el 2018 i el 2019.
El 2021, van publicar el seu segon àlbum d'estudi Teatro d'ira: Vol. I. El mateix any, la banda va guanyar Eurovisió. 20 de gener de 2023, van publicar el seu tercer àlbum d'estudi Rush! a través d'Epic Records.
El 2023, Duran Duran va publicar una versió de "Psycho Killer" de Talking Heads, amb De Angelis com a baix i veu convidada. El 2024, després d'acabar la seua primera gira mundial amb Måneskin, es va embarcar en una gira per Europa i els Estats Units com a DJ solista, interpretant una varietat de gèneres de música electrònica. El 30 d'agost va publicar el seu senzill debut en solitari, una col·laboració amb la cantant brasilera Anitta titulada "Get Up Bitch! Shake Ya Ass".

## Vida privada
De Angelis s'identifica com a lesbiana i te una relació amb la model Luna Passos. Té una germana tres anys menor que ella anomenada Veronica amb qui se la veu sovint a Instagram. Parla fluidament italià, anglés i danés.